# Condado de Phelps (Nebraska)
El condado de Phelps (en inglés: Phelps County), fundado en 1873 y con su nombre en honor al colono William Phelps, es un condado del estado estadounidense de Nebraska. En el año 2000 tenía una población de 9.747 habitantes con una densidad de población de 3 personas por km². La sede del condado es Holdrege.

## Geografía
Según la oficina del censo el condado tiene una superficie total de 1401 km² (540,9 mi²), de los que 1399 km² (540,2 mi²) son tierra y 3 km² (1,2 mi²) (0,12%) son agua.

## Condados adyacentes
- Condado de Kearney - este
- Condado de Franklin - sureste
- Condado de Harlan - sur
- Condado de Furnas - suroeste
- Condado de Gosper - oeste
- Condado de Dawson - noroeste
- Condado de Buffalo - noroeste

## Demografía
Según el censo del 2000 la renta per cápita media de los habitantes del condado era de 37.319 dólares y el ingreso medio de una familia era de 44.943 dólares. En el año 2000 los hombres tenían unos ingresos anuales 28.962 dólares frente a los 21.741 dólares que percibían las mujeres. El ingreso por habitante era de 19.044 dólares y alrededor de un 8.90% de la población estaba bajo el umbral de pobreza nacional.

## Ciudades y pueblos
- Atlanta
- Bertrand
- Funk
- Holdrege
- Loomis